# Ehrhart Glaser
Ehrhart Glaser (* 11. Juli 1927 in Zwickau, Sachsen; † 7. Januar 2006 in Nenndorf, Gemeinde Rosengarten) war ein deutscher Politiker (CDU). Er war Abgeordneter des Niedersächsischen Landtages.

## Leben
Glaser besuchte das humanistisches Gymnasium in Zwickau. Aufgrund einer angeborenen Fußdeformation war er als nicht-kriegsdienst-tauglich eingestuft worden, als sein Geburtsjahrgang in den letzten Kriegsjahren eingezogen wurde. Am 24. Februar 1944 beantragte er die Aufnahme in die NSDAP und wurde zum 20. April desselben Jahres aufgenommen (Mitgliedsnummer 9.988.638).
Nach Kriegsende im September 1945 wurde er mit 18 Jahren von den Russen bis 1950 eingesperrt. Er saß u. a. im Gefängnis von Zwickau und auch in den ehemaligen KZ Bautzen, Jamlitz und Buchenwald ein. Nach seiner Freilassung vollendete er in Zwickau die Schule mit Abitur und begann das Studium der Zahnmedizin zunächst in Halle/Saale. 
Dort nahm er auch an dem Aufstand des 17. Juni 1953 teil und musste daraufhin aus der DDR fliehen. Das Studium der Zahnmedizin vollendete er an der Uni Hamburg, machte 1958 das Staatsexamen und zwei Jahre später die Promotion zum Dr. med. dent. Nach der Assistentenzeit in Hamburg war er seit 1959 bis ins Alter von 65 Jahren niedergelassener Zahnarzt in Nenndorf.

## Politik
Glaser war seit 1955 Mitglied im Ring Christlich-Demokratischer Studenten und der Jungen Union. 1956 trat er in die CDU ein. 
Er begründete die „Nenndorfer Gespräche“ der CDU 1965, die in mehr als 250 Veranstaltungen politische, gesellschaftliche und soziale Themen anhand von Vorträgen namhafter Referenten, Wissen zu verbreiten beitrugen. Im Jahre 1991 erhielt er für dieses langjährige Engagement das Bundesverdienstkreuz verliehen. 
Weitere Ämter waren Vorsitzender des CDU-Kreisverbandes Harburg-Land (nach Niederlegung des Amtes bis zu seinem Tode war er Ehrenvorsitzender) und 1. stellvertretender Vorsitzender des CDU-Bezirksverbandes Lüneburg. Er war Mitglied des Landes- und Bundesausschusses der CDU.
Von 1968 bis 1972 war er Ratsherr der ehemaligen Gemeinde Nenndorf, nach der Gebietsreform ab 1972 Ratsherr, von 1972 bis 1986 auch CDU-Fraktionsvorsitzender der Gemeinde Rosengarten, ab 1976 bis 2006 Kreistagsabgeordneter des Landkreises Harburg-Land. Er war Mitglied des Niedersächsischen Landtages der 11. Wahlperiode vom 21. Juni 1986 bis 20. Juni 1990.